# Lázaro Borrell
Lázaro Manuel Borrell Hernández (Santa Clara, 20 settembre 1972) è un ex cestista cubano, professionista nella NBA e in Sudamerica.
È il fratello di Leonor Borrell.

## Carriera
Con Cuba ha disputato i Campionati mondiali del 1994 e sei edizioni dei Campionati americani (1989, 1992, 1993, 1995, 1997, 1999).